# Милан Тешић
Милан Тешић (Јабланица, код Лопара, 1893 – Јабланица, август 1944), учесник Народноослободилачке борбе и народни херој Југославије.

## Биографија
Родио се у Јабланици, код Лопара, 1893. у сиромашној сељачкој породици. Револуционарном покрету је приступио 1939. године када је формирана партијска ћелија у Лопарима. Након окупације радио је припреми оружане борбе на Мајевици. Са групом је учествовао у диверзантским акцијама. Када су у селу Вакуф усташе састављале списак људи које треба да одведу у логор, напали су их партизани предвођени Тешићем и разбили. Под његовом командом организован је и напад на жандармеријску станицу у Лопарима. 
После окупаторске офанзице са Мајевичким партизанским одредом прешао је у Бирач где је учествовао у борбама. Он најискуснијих бораца формирана је група ударних батаљона, која је одлуком Врховног штаба реорганизована у Шесту пролетеску источнобосанску ударну бригаду. у периоду од 15. маја до 4. јуна 1943. године учествовао је у свим борбама Шесте источнобосанске бригаде. Исцрпљен ратним напорима, партијско руководство је донело одлуку да у пролеће 1944. године остане у Јабланици да ради на партијским пословима. У августу су га ухватили четници и стрељали.
Указом председника ФНР Југославије Јосипа Броза Тита, 27. новембра 1953. године, проглашен је за народног хероја.